# Beckholmsbron
De Beckholmsbron (Zweeds voor de brug van Beckholmen) is een houten brug over de Beckholmssundet die de eilanden Djurgården en Beckholmen in Stockholm (Zweden) met elkaar verbindt. De brug is de enige houten brug in Stockholm waar nog zwaar gemotoriseerd verkeer over mag.

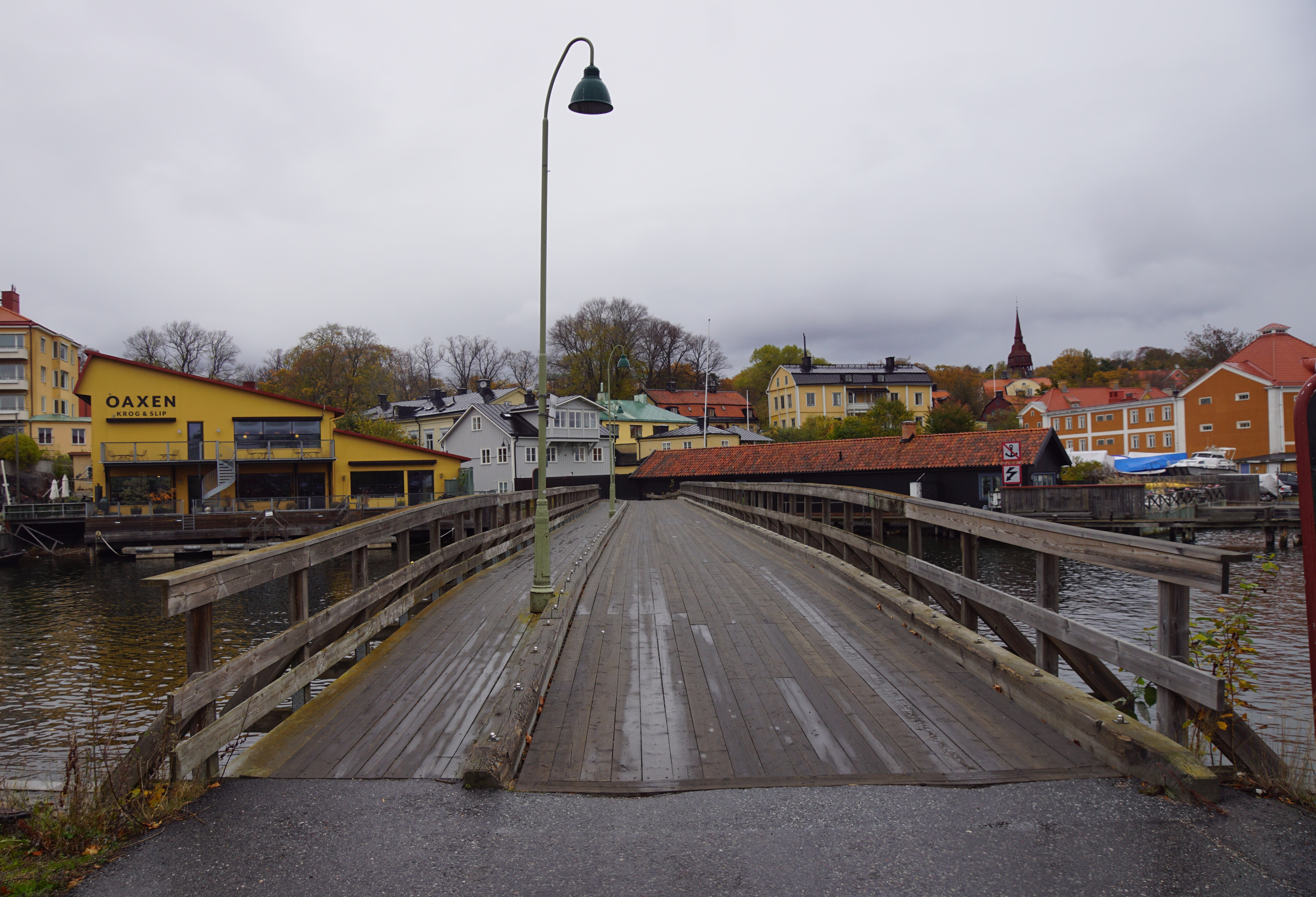
Beckholmsbron gezien vanaf Beckholmen.

De Beckholmsbron is 55 meter lang en heeft een 4,5 meter brede rijbaan en een voetpad.
In de periode 1849-1859 kregen de Grosshandlarsocieteten en de Skeppsrederierna i Stockholm het eiland Beckholmen in bezit en legden vervolgens twee nieuwe dokken aan en een houten brug. In 1862 kwam de brug gereed. De toestand van de houten brug verslechterde in de loop der jaren door houtrot en men kwam met het plan om de brug te vervangen door een betonnen constructie. De publieke opinie besliste anders en het was in 1992 dat in zes weken tijd vier ingenieurs van het genieregiment in Södertälje de huidige houten brug construeerde. 